# 삼정타워
삼정타워(三井Tower)는 (주)삼정프라퍼티에서 2019년 7월 5일 오픈한 대한민국의 복합 쇼핑몰이다. 소재지는 부산광역시 부산진구 중앙대로 672에 위치해 있다.

## 층별
- 지하2층 ~ 지하6층: 주차장
- 지하1층 - 라이브 스타일: 유니클로
- 지상1층 - 뷰티 & F&B: 쉐이크쉑, 스타벅스, Auntie Anne's, 올리브영, frisbee, 이마트24, 플라잉타이거 코펜하겐
- 지상2층 - 패션 & F&B: 온더보더, 스타벅스, 원더플레이스, 휠라
- 지상3층 - 패션 스트리트: 더원피스, 슈마커, 에잇세컨즈, 나인, 브루엔쥬디
- 지상4층 - 병의원 시설
- 지상5층 - 마싯길
- 지상6층 - 스타일리쉬 레스토랑
- 지상7층 - 맘 & 키드존
- 지상8층 - Q.Lounge
- 지상9층 - 퍼니존 / 삼정상점
- 지상10층 - 테마파크
- 지상11~14층 - 엔터테인먼트 (CGV 영화관 연계)
- 지상15~16층 - 부산 e스포츠 상설 경기장

## 교통편
- 부산 도시철도 1호선 서면역 ●
- 부산 도시철도 2호선 서면역 ●